# Buick Encore GX
La Buick Encore GX è un'autovettura di tipo crossover SUV prodotta dalla casa automobilistica statunitense Buick dal 2020.
Come per la più piccola Buick Encore, la Encore GX viene assemblata dalla filiale GM Korea in Corea e dalla SAIC in Cina.

## Descrizione
La Buick Encore GX è stata presentata insieme alla Buick Encore di seconda generazione al Salone dell'Auto di Shanghai 2019 ed realizzata su un'inedita piattaforma chiamata VSS-F, che condivide con il crossover Chevrolet Trailblazer.
In Nord America, la Encore GX è stata presentata al Los Angeles nel novembre 2019 e ha debuttato sul mercato. Nel listino Buick si inserisce tra la Buick Encore e la Buick Envision. La Encore GX è dotata di diverse sistema per assistenza alla guida, come la frenata automatica d'emergenza e l'avviso di abbandono dalla corsia.
Sono disponibili due motorizzazioni a benzina turbocompresse. Il primo è un 3 cilindri da 1,2 litri che produce 137 CV (102 kW) e una coppia di 225 Nm abbinato alla trazione anteriore con un cambio CVT. Il secondo un 3 cilindri da 1,3 litri che produce 155 CV (116 kW) e una coppia di 236 Nm, con di serie la trazione integrale e il cambio automatico a 9 velocità. 
In Messico Encore GX è stata lanciata nel febbraio 2020 ed è commercializzato semplicemente come Encore, con l'unico motore disponibile che è il 1,3.